# 유광평
유광평(劉廣平, ? ~ ?)은 전한 후기의 제후로, 치천의왕의 증손이다.

## 생애
원봉 3년(기원전 78년), 아버지 유혁생의 뒤를 이어 임중후(臨衆侯)에 봉해졌다.
시호를 경(頃)이라 하였고, 작위는 아들 유농이 이었다.

## 출전
- 반고, 《한서》 권15상 왕자후표 上

| 선대 아버지 임중강후 유혁생 | 전한의 임중후 기원전 78년 ~ ? | 후대 아들 임중원후 유농 |